# لی براکت
لی براکت (انگلیسی: Leigh Douglass Brackett؛ ۷ دسامبر ۱۹۱۵ – ۱۸ مارس ۱۹۷۸) یک فیلم‌نامه‌نویس اهل ایالات متحده آمریکا بود.

## فیلم‌شناسی
- خواب ابدی (۱۹۴۶)
- خداحافظی طولانی (۱۹۷۳)